# SistaazHood
SistaazHood représente un groupe de soutien et d'activisme originaire d'Afrique du Sud et appartenant à l'organisation Sex Workers Education and Advocacy Taskforce (SWEAT). Le Sistaaz Hood défend les droits et la santé des femmes transgenres. 
Le groupe soutient également les travailleuses du sexe. La création de Sistaaz remonte à 2010. L'organisation basé au Cap, reste célèbre pour ses nombreux projets photographiques avec des musiciens,,,,
Il s'agit entre autres des projets phares comme le Sistaaz of the Castle, un projet de mode mené en collaboration avec le photographe Jan Hoek et le créateur de mode Duran Lantink ainsi que d'InterseXion, une collaboration avec l'artiste Robert Hamblin. Par ailleurs, une exposition a été dediée à ce projet à la galerie d'art nationale sud-africaine Iziko.

## Description
Fondée en 2010, SistaazHood défend les intérêts des travailleuses du sexe du Cap. Le groupe fondé par Netta Marcus, Cym van Dyk et Leigh Davids, met à la disposition de ces femmes transgenres et sans abri des espaces communautaires. Marcus a réussi le pari de réunir les femmes et leur a permis de vivre en dehors des murs du château. Le groupe comptait environ 40 membres en 2019,.

## Activités
SistaazHood millite en faveur de la dépénalisation du travail du sexe. Le groupe milite contre la violence policière envers les femmes transgenres et travaille aussi à éradiquer la transphobie au sein des forces de police. Il a aidé la police à rédiger de nouvelles procédures opérationnelles standard pour traiter les personnes transgenres et sans-abri et la loi.
SistaazHood collabore avec le Sex Workers Education and Advocacy Taskforce. Ensemble, ils militent pour la suppression des lois contre le travail du sexe. SistaazHood travaille également avec le Triangle Project et Gender DynamiX.
Sistaaz of the Castle est un projet photographique et de mode débuté en 2014 et qui réunit les membres de SistaazHood, le photographe Jan Hoek et Duran Lantink, un créateur de mode. Les femmes, membres ont eu l'occasion de porter des robes créées par Lantink pour les séances photo.
La collaboration a conduit à la création d'un magazine appelé Sistaaz of the Castle qui reverse 100 % des bénéfices à SistaazHood. Le magazine a été tiré à 1 500 exemplaires et a permis de connaître le groupe, éduquer la communauté à leur sujet et contribuer à donner aux femmes un sens à leur vie.
InterseXion est un projet artistique multidisciplinaire piloté en 2010 par le groupe de soutien The Sistaaz Hood. Ce dernier a collaboré avec l'artiste Robert Hambline. Ensemble, ils ont réussi à créer une exposition itinérante composée de photographies, d’installations vocales et de citations des membres du groupe sur leur travail et leur vie privée. L’objectif de l’exposition était de sensibiliser le public aux problèmes qui montraient comment la pauvreté et l’inégalité des sexes sont liées à l’identité des membres du groupe.

## Note et références
1. ↑  (en) Hyman, « Gender activists hail landmark ruling for transgender prisoners », TimesLIVE, 23 septembre 2019 (consulté le 5 juin 2020)
2. 1 2 3 4  (en) Mokatsane, « Trans sex workers launch publication » [archive du 5 juin 2020], The CapeTowner, 15 août 2019 (consulté le 5 juin 2020)
3. 1 2  (en) Molly Smith et Juno Mac, Revolting Prostitutes: The Fight for Sex Workers' Rights, Brooklyn, New York, Verso Books, 2018, 137 p. (ISBN 978-1-78663-363-7, lire en ligne)
4. 1 2  (en) Keeton, « Cape Town's transgender sex workers play out their fantasies in 'glossy magazine' », TimesLIVE, 4 août 2019 (consulté le 5 juin 2020)
5. ↑  (en) « Homeless trans sex workers in Cape Town want equality », AfricaNews, 11 août 2019 (consulté le 5 juin 2020)
6. ↑  OPENLY, « 'Stigma follows us': Cape Town's homeless, transgender women fight for recognition », OPENLY (consulté le 17 juin 2024)
7. 1 2  Harrisberg, « Cape Town's homeless, transgender women fight for recognition », Thomson Reuters Foundation News, 6 novembre 2019 (consulté le 5 juin 2020)
8. 1 2  Bardsley et Boreman, « Meet SistaazHood: Cape Town's trans sex workers fuelled by fashion », LOVE, 10 avril 2020 (consulté le 5 juin 2020)
9. ↑  (en) « Sistaaz of the Castle », Foam Fotografiemuseum Amsterdam (consulté le 5 juin 2020)
10. ↑  (en-US) « Robert A. Hamblin's InterseXion to tour nationally », Lizamore & Associates, 12 juin 2017 (consulté le 17 octobre 2020)
11. ↑  (en) « How poverty and gender inequality weave across a human body », BusinessLIVE (consulté le 17 octobre 2020)